# Приват (мережа АЗК)
«Мережа АЗС Приват» — назва, якою журналісти називають мережу АЗК ТОВ ВТФ «Авіас» та інших підприємств, які об'єднує те, що вони всі контролюються дніпровською ФПГ «Приват». В мережу АЗК «Приват» входять автозаправки, що оперують на території України під брендами «Авіас», «Авіас плюс», «UKRNAFTA», «УкрТатНафта», «ANP», «Мавекс», «Мавекс плюс», «Sentosa Oil», «ЮКОН», «ЮКОН сервіс», «Rubix», «ЗНП»(«ЗапоріжНафтоПродукт»). Станом на жовтень 2021 року, в мережі налічувалось 1613 автозаправних комплексів.
Кількість АЗС мережі за брендами (станом на жовтень 2021 року):
- UKRNAFTA — 551 АЗС
- ANP — 444 АЗС
- Авіас плюс — 347 АЗС
- Авіас — 87 АЗС
- ЗНП — 35 АЗС
- Мавекс — 23 АЗС
- ЮКОН сервіс — 18 АЗС
- ЮКОН — 12 АЗС
- Sentosa Oil — 12 АЗС
- Rubix — 4 АЗС
- Мавекс плюс — 2 АЗС
- УкрТатНафта — 1 АЗС